# Bridgeport (Illinois)
Bridgeport é uma cidade localizada no estado americano de Illinois, no Condado de Lawrence.

## Demografia
Segundo o censo americano de 2000, a sua população era de 2168 habitantes. 
Em 2006, foi estimada uma população de 2142, um decréscimo de 26 (-1.2%).

## Geografia
De acordo com o United States Census Bureau tem uma área de 
2,9 km², dos quais 2,8 km² cobertos por terra e 0,1 km² cobertos por água.

## Localidades na vizinhança
O diagrama seguinte representa as localidades num raio de 24 km ao redor de Bridgeport. 